# Filón Byzantský (matematik)
Filón Byzantský, řecky Φίλων ὁ Βυζάντιος, někdy zvaný též Filón Mechanicus (asi 280 př. n. l. – asi 220 př. n. l.) byl starořecký technik, mechanik a fyzik. Někdy je zaměňován s autorem stejného jména, kterému je připisováno určení Sedmi divů starověkého světa. Ten žil o mnoho let později, pravděpodobně ve 4.-5. století.

## Dílo
Pocházel z Byzance, ale většinu života prožil v egyptské Alexandrii. Napsal významné dílo Mechaniké syntaxis. Je rozděleno do několika částí, které se věnují postupně matematice (což v Řecku značilo zejména geometrii), mechanice, stavbě přístavů, střelným zbraním, pneumatice (stlačování vzduchu či vody), mechanickým strojům, stavbě pevností a hradeb a samostatná část je věnována i tématu, jak zasílat tajné zprávy. Některé části se nám dochovaly v řečtině, jiné jen v latinských překladech z arabských zdrojů. Část o pneumatice obsahuje první popis vodního mlýna v historii. Zpočátku byl považován za arabský dodatek, dnes se historici přiklánějí k názoru, že je původní, a že Řekové princip mlýna skutečně objevili, byť masově nepoužívali. Podobně ve vojenské části popisuje Filón stroj pro opakovanou střelbu šípů, který by mohl fungovat, avšak ani tento "šípomet" nebyl v praxi zřejmě nikdy použit. Filón popisuje jako první známý badatel i kardanův závěs, ovšem jen jako princip, je nepravděpodobné, že by ho Řekové někdy prakticky užili. Jako první se též zmiňuje o mechanismu převodu, který je klíčový pro možnost konstrukce mechanických hodin. Filón sice o něm hovoří v souvislosti s umyvadlem, avšak zmiňuje, že "stejný princip lze použít v hodinovém mechanismu", což patrně naznačuje, že Řekové ve svých vodních hodinách převod někdy užívali - užití v mechanismu hodin kovových není ze starého Řecka prozatím doloženo. V geometrii řešil především problém zdvojnásobení krychle. Navrhl řešení, které je velmi podobné tomu, jež o několik století později navrhl Hérón Alexandrijský, zřejmě bez znalosti Filónovy práce.